# Jauntal
Das Jauntal (slowenisch Podjuna) ist die Bezeichnung für das Drautal zwischen der Vellach-Mündung bei Gallizien und dem Polischkagraben bei Neuhaus kurz vor der Grenze zu Slowenien. Es umfasst den östlichen Teil des Klagenfurter Beckens und grenzt im Norden an die Saualpe und im Süden an die Karawanken mit den Gipfeln Hochobir und Kordeschkopf. Das Jauntal liegt gänzlich im Bezirk Völkermarkt.

## Geographie
Neben Drau und Vellach wird das Tal auch von der Gurk durchflossen, die bei Stein in die Drau mündet. Im Jauntal liegen der Klopeiner See, der Turnersee und der Gösselsdorfer See sowie die Städte Völkermarkt und Bleiburg. Das Jauntal wird von den Eisenbahnstrecken der Drautalbahn, der Jauntalbahn und der Koralmbahn erschlossen. Von historischer Bedeutung sind das Augustiner-Chorherren-Stift Eberndorf und der weithin sichtbare frühchristliche Pilgerort am Hemmaberg.

## Namen

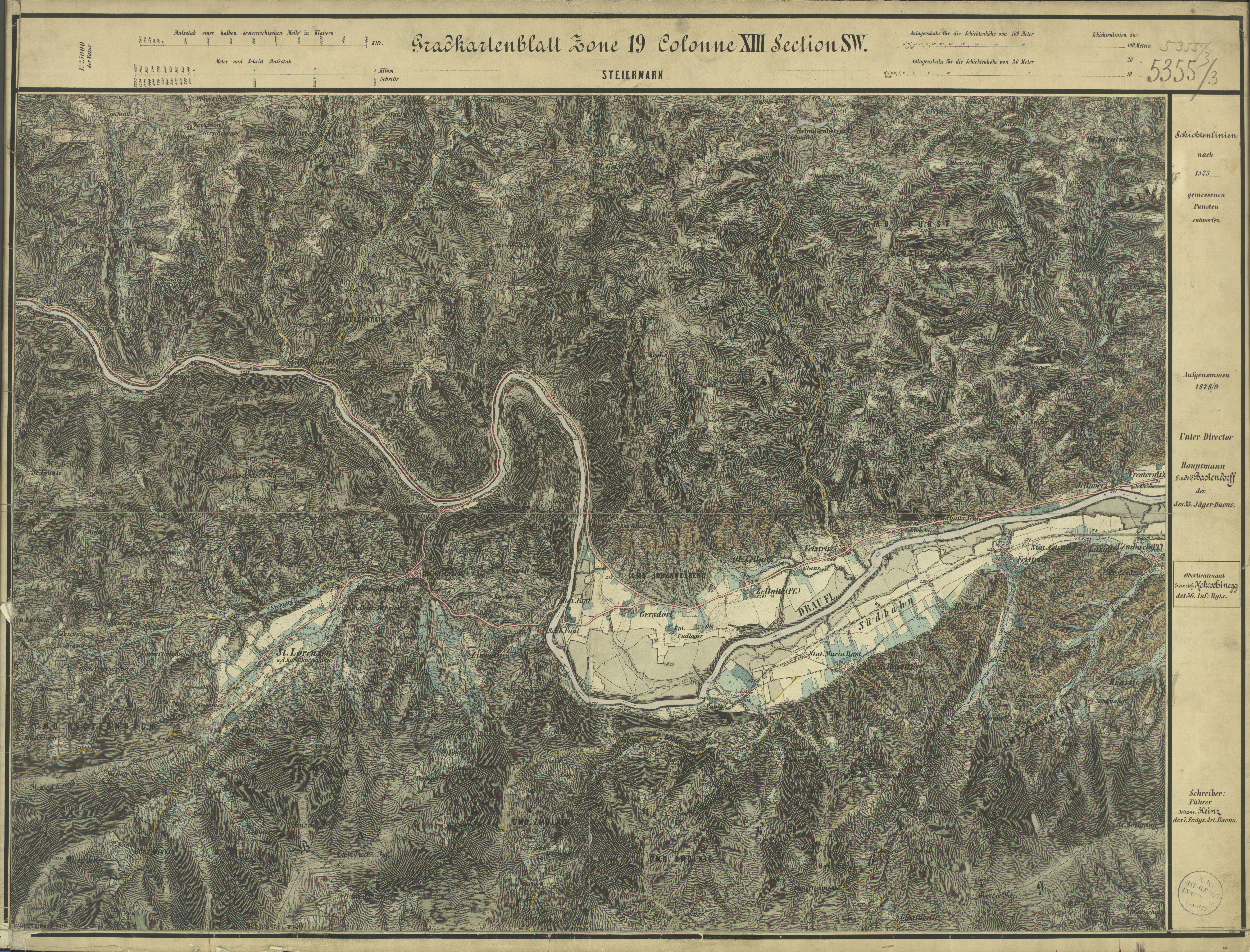
Jaunegg im 19. Jahrhundert (links oben)

Der Name Jauntal leitet sich von der bei Globasnitz gelegenen antiken römischen Siedlung Juenna ab, die wiederum wahrscheinlich nach einem keltischen Stammesgott Jouenat benannt war. Peter Handke spricht in seinem Stück Immer noch Sturm poetisch vom „Jaunfeld“ und beschreibt damit den offenen Charakter dieses Tales.

## Geschichte
Die ersten Funde reichen bis in die Jungsteinzeit zurück, ab der Mittelbronzezeit wird eine Besiedlung fassbarer, die durch im 3. Jahrhundert v. Chr. einwandernde Kelten ergänzt wurde.

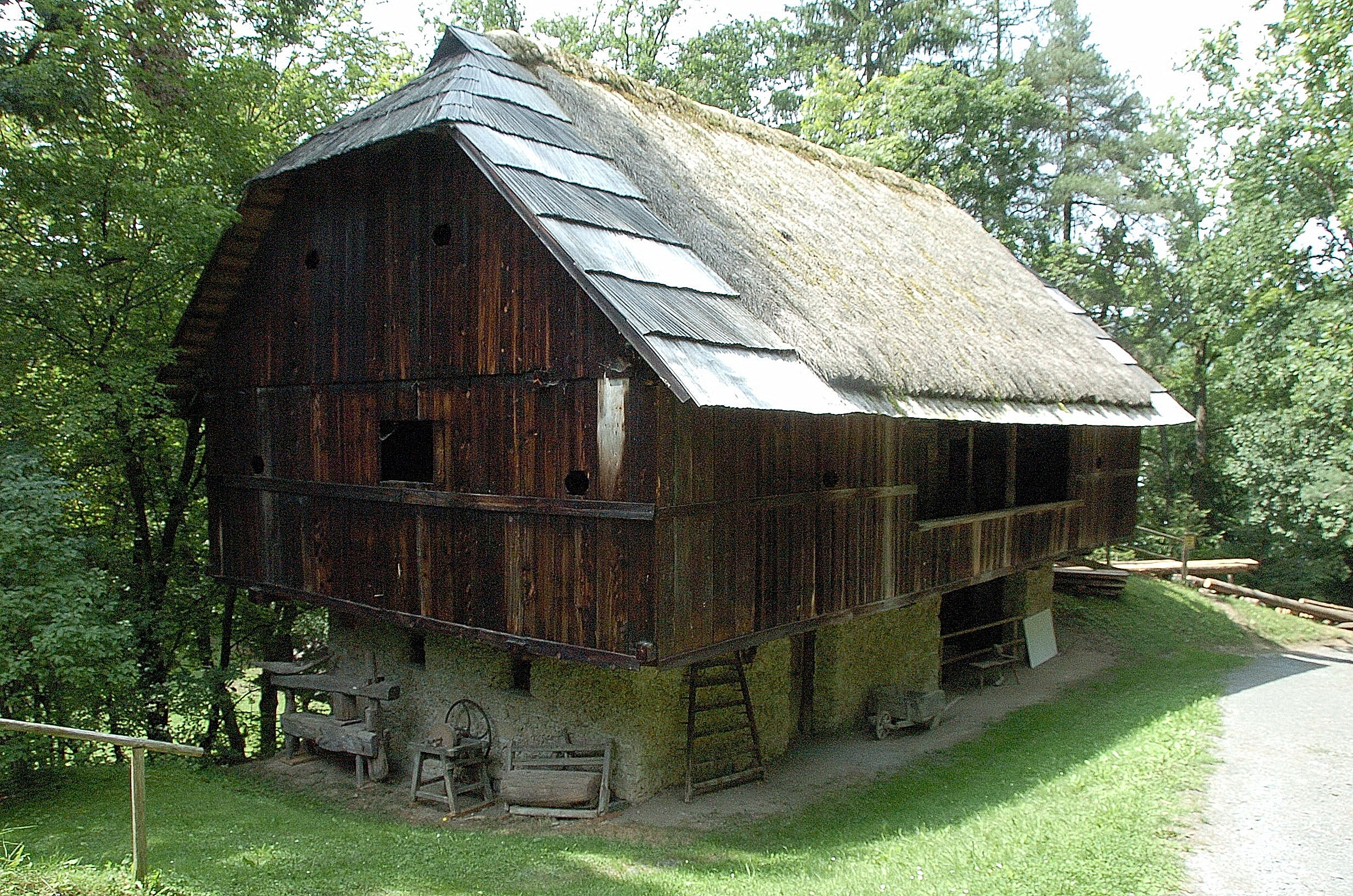
Skorjanzstadel vom Jauntal aus dem 19. Jahrhundert im Kärntner Freilichtmuseum

Der Name Jauntal wird auf eine vorrömische Gottheit Iouenat zurückgeführt, der das vorchristliche Heiligtum auf dem Hemmaberg gewidmet war.
Im Mittelalter bestand eine Grafschaft Jauntal. Ihr Gebiet reichte drauabwärts des heutigen Jauntals nach einer Mautstelle bei Hohenmauten bis Javnik (Jaunegg) und Ožbalt (St. Oswald im Drauwald) in der Gemeinde Podvelka (Podwölling). Als Grenzlinie wird der Verlauf Wölka (Velka)-Tschermenitzen (Črmenica)-Graben angenommen, östlich davon lag die Mark an der Drau.
Eines der größten zusammenhängenden Waldgebiete im heutigen Jauntal ist die Dobrowa. Das Wort bedeutet im Slowenischen „Eichenwald“ (von altslaw. dǫbъ „Eiche“).

## Siedlungsraum
Das Jauntal gehört zum traditionellen Kerngebiet des Siedlungsraumes der Kärntner Slowenen. Das Caritas. Team Lebensgestaltung. hat innerhalb dieser Region in Globasnitz mit der Werkstatt Florian die erste zweisprachige Behindertenwerkstätte eröffnet, in die auch kognitiv behinderte Erwachsene aus Slowenien täglich einpendeln.

## Landwirtschaft
Da in diesem Siedlungsgebiet auch der Buchweizen schon lange Tradition hat – so wurde er bereits 1442 urkundlich erwähnt – wurde er als Jauntaler Hadn in das Register der Traditionellen Lebensmittel aufgenommen.

## Brücken und Kraftwerke

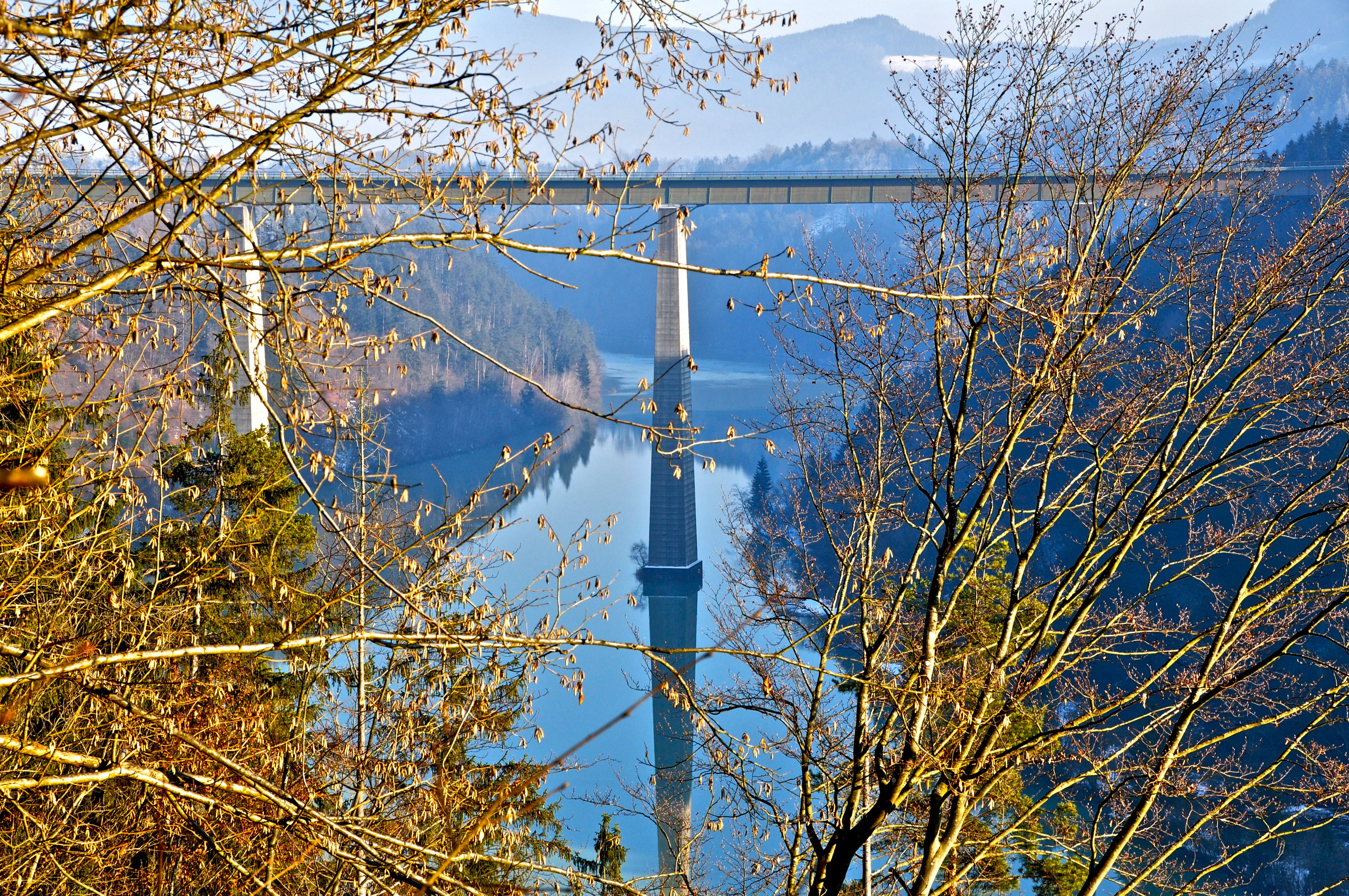
Jauntalbrücke

Überregional bekannt wurde die Jauntalbrücke durch die Nutzung als Plattform für Bungee-Jumping seit 1991. Die 96 m hohe Brücke wurde 1959 bis 1962 gebaut und 1964 als eingleisige Bahnstrecke in Betrieb genommen. Sie wird als höchste Eisenbahnbrücke Europas beworben, was allerdings falsch ist (siehe Mala-Rijeka-Viadukt). Der für Arbeitspendler zwischen den Gemeinden Ruden im Norden und Bleiburg im Süden errichtete Geh- und Radweg liegt etwa vier Meter unter dem Schienenniveau und ist unterwasserseitig – also südöstlich – am genieteten Stahltragwerkskasten angebaut. Von 2020 bis 2021 soll der Jauntalbrücke unter Erhalt der Betonstützen ein neues Tragwerk für den zweigleisigen, elektrifizierten Betrieb der Koralmbahn (ab 2023) aufgeschoben werden.
Das Bunge-Jumping wird voraussichtlich 2022 unterbrochen und soll ab April 2023 dann von beidseits also flussaufwärts und flussabwärts möglich sein, da zwei breitere (4,50 m) Geh- und Radwege geplant sind.
Die etwa 3.800 m flussaufwärts der Jauntalbrücke gelegene, ursprünglich als Lippitzbachbrücke benannte neue Straßenbrücke wurde im Dezember 2005 für den Verkehr freigegeben. Die Brücke hat eine Höhe von maximal 96 m und eine Länge von 455 m. Die Breite beträgt 12,85 Meter, davon entfallen 2,5 Meter auf einen Radweg. 2009 wurde die Lippitzbachbrücke auf Jörg-Haider-Brücke umbenannt.
Weitere 300 m flussaufwärts steht die alte Lippitzbachbrücke, eine eiserne Fachwerkbrücke, die 1895/96 erbaut und im Zuge des Kärntner Abwehrkampfes im Winter 1918/19 gesprengt wurde. 1921 erfolgte ihre Wiederherstellung. Durch den Bau des Schwabegger Draukraftwerkes, etwa 10 km flussabwärts, musste die Brücke zweimal angehoben werden. Die Parabelträger der Brücke ruhen auf gemauerten Widerlagern und Mittelpfeilern. 1995 wurde die Eisenbrücke restauriert.
Das Laufkraftwerk Schwabeck, nach dem Ort Schwabegg benannt, liegt etwa vier Kilometer oberhalb der Gemeinde Lavamünd. Es wurde von 1939 bis 1943 erbaut und 1995 umgebaut. Das Bauwerk hat keinen öffentlichen Geh- oder Radweg zur Überquerung der Drau.
Bei Stein im Jauntal wurde nach dem Einschieben des 600 m langen und 18000 t schweren Stahlbetontragwerks am 14. April 2014 die längste Eisenbahnbrücke über die Drau im Rohbau fertiggestellt. Sie wird vorerst dem Baustellenverkehr zur Errichtung der angrenzenden Abschnitte der Koralmbahn dienen, bevor sie ihm Endausbau (bis 2020) ihre eisenbahntechnische Ausstattung erhält.